# Valle Grande (Jujuy)
Valle Grande est une ville de la province de Jujuy et le chef-lieu du département de Valle Grande en Argentine.